# Juddekirchhof

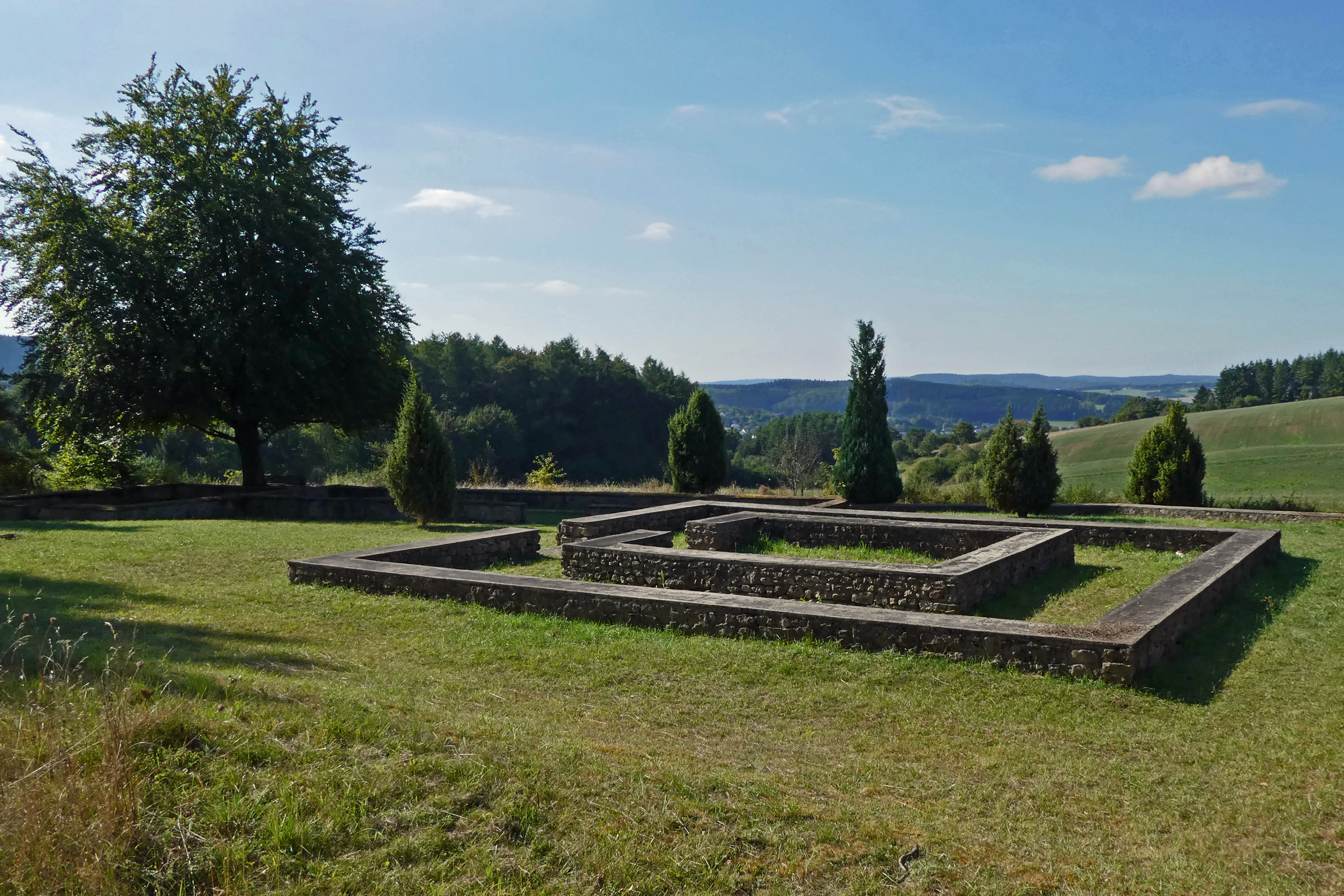
Juddekirchhof

Der Juddekirchhof ist eine frühere keltisch-römische Kultstätte in der Verbandsgemeinde Gerolstein im Landkreis Vulkaneifel in Rheinland-Pfalz. Das ehemalige römische Heiligtum liegt oberhalb von Gerolstein zwischen den Felsformationen Hustley und Munterley, welche Teile der Gerolsteiner Dolomiten sind, und gehört zur Ortsgemeinde Pelm.

## Geschichte

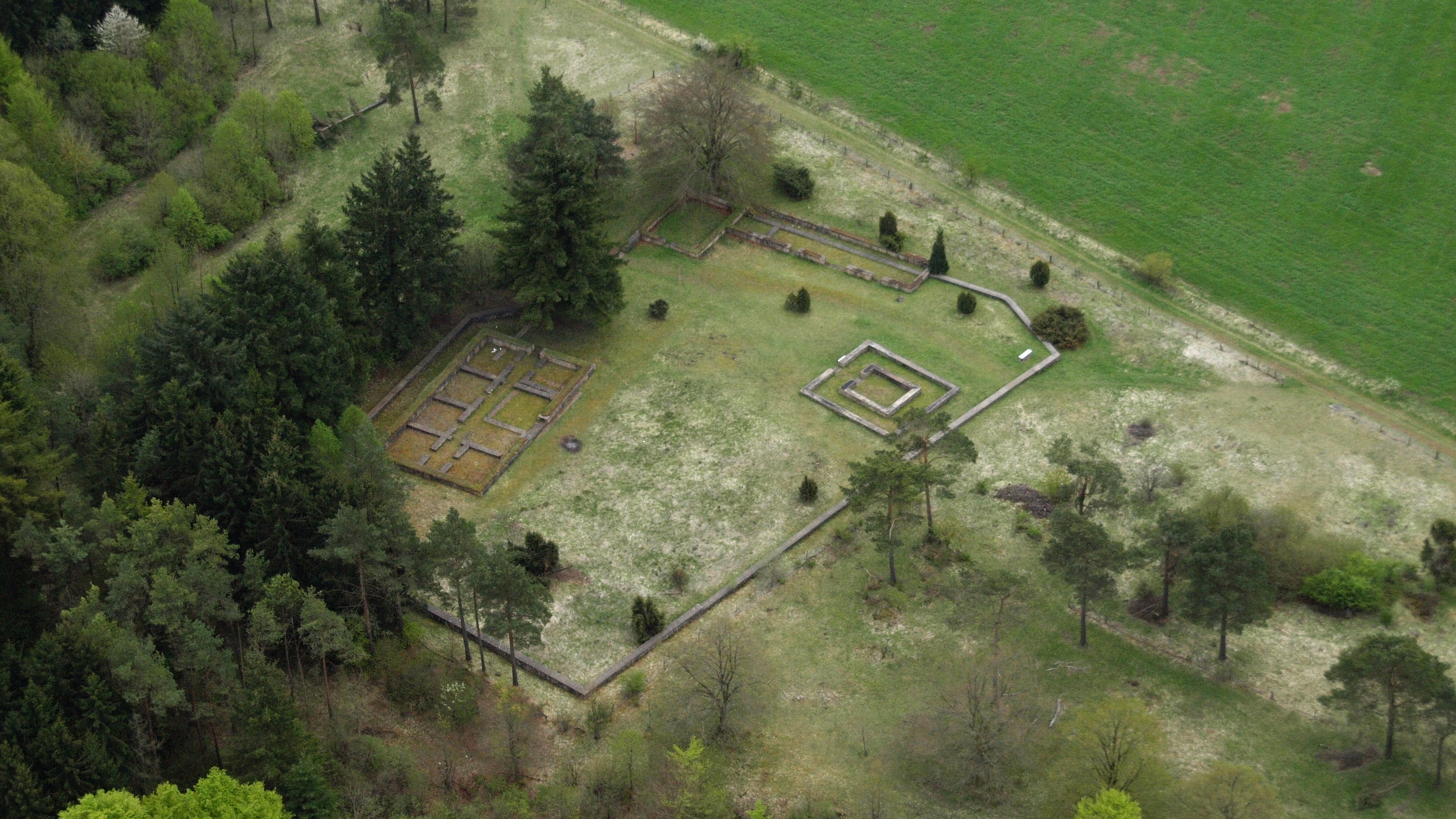
Juddekirchhof aus der Vogelperspektive (2015)

Der Fund einer Votivtafel im Jahr 1833 belegt, dass das Heiligtum ein römischer Wallfahrtsort war. Die Übersetzung dieser Tafel ergab die Datierung der Einweihung auf den 5. Oktober 124 nach Christus. Der Römer Marcus Victorius Polentius stiftete danach der Göttin Caiva einen Tempel, vermutlich als Dank für eine siegreiche Schlacht.
Da im Bereich des Juddekirchhofs Pfostenlöcher aus vorrömischer Zeit gefunden wurden, erkennbar am Humus von verrottetem Holz, befand sich hier vermutlich schon vor Errichtung des Steingebäudes eine Opferstätte.
Das Heiligtum bestand aus insgesamt sieben Gebäuden. Die Grundfläche beträgt 63 m × 43 m, die ursprüngliche Höhe ist nicht mehr bekannt. Heute sind nur noch die in den Jahren 1927 und 1928 freigelegten Grundmauern erhalten. Innerhalb der ehemals von einer Mauer umgebenen Anlage befanden sich das Heiligtum sowie vier weitere Gebäude.
Während der archäologischen Ausgrabungen in den 1920er Jahren wurden beim Freilegen der Grundmauern der Anlage neben verschiedenen Opfergaben auch zahlreiche Goldmünzen der römischen Kaiser Augustus (gestorben 14 nach Christus) und Gratian (gestorben 383 nach Christus) gefunden. Dies lässt auf eine mehrere hundert Jahre währende Nutzung des Tempels schließen. Die Entdeckung von Brandspuren an der Anlage deutet darauf hin, dass das Heiligtum einer Brandstiftung nach dem 4. Jahrhundert zum Opfer fiel und danach nicht wieder aufgebaut wurde.
Weiterhin belegen archäologische Untersuchungen, dass in der Tempelanlage die Göttin Caiva, eine der Schutzpatroninnen der keltischen Bauernschaften, die damals den Raum Gerolstein bewohnten, verehrt wurde. Caiva galt darüber hinaus auch als Fruchtbarkeitsgöttin.

## Namensherkunft
Warum die Ruinenstätte den Namen Juddekirchhof trägt, ist nicht zweifelsfrei belegt. Jedenfalls führt die hochdeutsche Bezeichnung Judenkirchhof in die Irre. Die nach Ansicht der Archäologen wahrscheinlichste Erklärung stützt sich darauf, dass im Mittelalter alles Nichtchristliche als Jiddisch bezeichnet wurde.
Ein anderer wenig wahrscheinlicher Ansatz geht zurück auf die keltischen Matronengöttinnen, auch Goden genannt, welche in etwa dieselben Aufgaben wie katholische Taufpatinnen hatten. Der Mundartname für Patin lautet im Pelmer Platt Jödde oder Jodde.